# 콘텐츠 등급
콘텐츠 등급, 관람 등급, 시청 등급은 TV 프로그램, 영화, 만화책, 비디오 게임이 주요 타겟층에게 적합한지 평가한다. 콘텐츠 등급은 일반적으로 미디어 소스를 다양한 범주 중 하나로 분류하여 어떤 연령층이 미디어 및 엔터테인먼트를 시청하기에 적합한지 보여준다. 개별 카테고리에는 해당 카테고리의 연령보다 높은 모든 연령과 함께 카테고리 내에 명시된 연령 그룹이 포함된다.

## 같이 보기

### 영화
- 영상물 등급 제도
  - 영국 영화 등급 분류 위원회

### 텔레비전
- 텔레비전 등급 제도
  - 연방 통신 위원회

### 비디오 게임
- 비디오 게임 등급 제도
  - 오락 소프트웨어 등급 위원회
  - 범유럽 게임 정보
  - 컴퓨터 엔터테인먼트 등급 기구

### 음악
- Parental Advisory